# ラ・フリネ＝ファイエル
ラ・フリネ＝ファイエル（仏: La Fresnaie-Fayel）は、フランスのノルマンディー地域圏、オルヌ県に属するコミューン。
かつてはハイフンなしでラ・フリネ・ファイエルと表記されたが、1801年に現在の表記に改められた。

## 地理
県都アランソンから北へ45kmほどいった、県北部の丘陵地帯に位置する散居村。北でオブリー＝ル＝パントゥーと、東でマルディーと、南東でレサンリューと、南でメニル＝ユベール＝アン＝エクムと、南西でサン＝ピエール＝ラ＝リヴィエールとそれぞれ接する。

## 行政
- 首長 - フィリップ・フェレ（Philippe Ferey、無所属、農家）
- 前首長 - アンドレ・デシャン（André Deschamps）

議会は首長も含め、9人で構成される。

## 人口の推移[2]
| 1962年 | 1968年 | 1975年 | 1982年 | 1990年 | 1999年 | 2006年 | 2007年 |
| ------ | ------ | ------ | ------ | ------ | ------ | ------ | ------ |
| 76     | 66     | 47     | 35     | 38     | 49     | 55     | 55     |